# Venezuela International 2014
Die Venezuela International 2014 im Badminton fanden vom 18. bis zum 22. Juni 2014 in Caracas statt. Es war die dritte Auflage der Turnierserie in Venezuela.

## Sieger und Platzierte
| Disziplin    | Gold                           | Silber                           | Bronze                             |
| ------------ | ------------------------------ | -------------------------------- | ---------------------------------- |
| Herreneinzel | Osleni Guerrero                | Daniel Paiola                    | Andrés Corpancho                   |
| Herreneinzel | Osleni Guerrero                | Daniel Paiola                    | Lino Muñoz                         |
| Dameneinzel  | Lohaynny Vicente               | Fabiana Silva                    | Solángel Guzmán                    |
| Dameneinzel  | Lohaynny Vicente               | Fabiana Silva                    | Dánica Nishimura                   |
| Herrendoppel | Hugo Arthuso Daniel Paiola     | Fabio da Silva Soares Alex Tjong | Mario Cuba Martín del Valle        |
| Herrendoppel | Hugo Arthuso Daniel Paiola     | Fabio da Silva Soares Alex Tjong | Leodannis Martínez Ernesto Reyes   |
| Damendoppel  | Lohaynny Vicente Luana Vicente | Paula Pereira Fabiana Silva      | Daniela Macías Dánica Nishimura    |
| Damendoppel  | Lohaynny Vicente Luana Vicente | Paula Pereira Fabiana Silva      | Katherine Winder Luz María Zornoza |
| Mixed        | Milan Ludík Bo Rong            | Mario Cuba Katherine Winder      | Alex Tjong Lohaynny Vicente        |
| Mixed        | Milan Ludík Bo Rong            | Mario Cuba Katherine Winder      | Hugo Arthuso Fabiana Silva         |